# Melanorivulus cyanopterus
Melanorivulus cyanopterus é uma espécie de peixe pertencente ao gênero Melanorivulus e à família Rivulidae. É endêmica ao Brasil, ocorrendo no estado de Mato Grosso. De acordo com a União Internacional para a Conservação da Natureza, não há dados suficiente para avaliar seu estado de conservação, sendo considerada uma espécie deficiente de dados.